# 李九官
李九官（1582年—？年），字相虞，號雍時，山東濟南府莱蕪縣人，軍籍，明朝政治人物。

## 生平
居苗山，父李邦佐好阴行善事，四十始举公。公貌伟秀外和，中介于世，落落若无所与，及当事则绝无避就。萬曆三十五年（1607年）丁未科進士，授荆州府推官，典試應天府，父喪去職，起補西安府推官。万历四十六年擢授山西道御史，天启元年（1624年）巡按宣府、大同，丁母憂，服除后，补任江西道御史，巡按浙江，因病告归卒。

## 著作
著有《聊且园集》与《聊且园续集》。

## 家族
曾祖李花。祖父李道。父李邦佐。嫡母于氏，生母陳氏。具庆下。弟九贡、九皋。